# Árbol binario de búsqueda
Un árbol binario de búsqueda también llamado BST (acrónimo del inglés Binary Search Tree) es un tipo particular de árbol binario que presenta una estructura de datos en forma de árbol usada en informática.

## Descripción
Veamos la definición de árbol binario de búsqueda:
| Árbol binario de búsqueda Sea A un árbol binario de raíz R e hijos izquierdo y derecho (posiblemente nulos) HI y HD , respectivamente. Decimos que A es un árbol binario de búsqueda (ABB) si y solo si se satisfacen las dos condiciones al mismo tiempo: - "HI es vacío" {\displaystyle \lor } ("R es mayor que todo elemento de HI" {\displaystyle \land } "HI es un ABB"). - "HD es vacío" {\displaystyle \lor } ("R es menor que todo elemento de HD" {\displaystyle \land } "HD es un ABB"). Donde "{\displaystyle \land }" es la conjunción lógica "y", y "{\displaystyle \lor }" es la disyunción lógica "o". |

Un árbol binario de búsqueda de tamaño 9 y profundidad 3, con raíz 8 y hojas 1, 4, 7 y 13

Para una fácil comprensión queda resumido en que es un árbol binario que cumple que el subárbol izquierdo de cualquier nodo (si no está vacío) contiene valores menores que el que contiene dicho nodo, y el subárbol derecho (si no está vacío) contiene valores mayores.
Para estas definiciones se considera que hay una relación de orden establecida entre los elementos de los nodos. Que cierta relación esté definida, o no, depende de cada lenguaje de programación.
De aquí se deduce que puede haber distintos árboles binarios de búsqueda para un mismo conjunto de elementos.
La altura h en el peor de los casos es siempre el mismo tamaño que el número de elementos disponibles. Y en el mejor de los casos viene dada por la expresión {\displaystyle h=\lceil \log _{2}(c+1)\rceil }.
El interés de los árboles binarios de búsqueda (ABB) radica en que su recorrido en in orden proporciona los elementos ordenados de forma ascendente y en que la búsqueda de algún elemento suele ser muy eficiente.
Dependiendo de las necesidades del usuario que trate con una estructura de este tipo, se podrá permitir la igualdad estricta en alguno, en ninguno o en ambos de los subárboles que penden de la raíz. Permitir el uso de la igualdad provoca la aparición de valores dobles y hace la búsqueda más compleja.
Un árbol binario de búsqueda no deja de ser un caso particular de árbol binario, así usando la siguiente especificación de árbol binario en maude:
```
   
fmod
 ARBOL-BINARIO {X :: TRIV}
is

   
sorts
 ArbolBinNV{X} ArbolBin{X} .
   
subsort
 ArbolBinNV{X} < ArbolBin{X} .
   
*** generadores

   
op
 crear : -> ArbolBin{X} [
ctor
] .
   
op
 arbolBin : X$Elt ArbolBin{X} ArbolBin{X} -> ArbolBinNV{X} [
ctor
] .
   
endfm
```

podemos hacer la siguiente definición para un árbol binario de búsqueda (también en maude):
```
   
fmod
 ARBOL-BINARIO-BUSQUEDA {X :: ORDEN} 
is

       
protecting
 ARBOL-BINARIO{VOrden}{X} .
       
sorts
 ABB{X} ABBNV{X} .
       
subsort
 ABBNV{X} < ABB{X} .
       
subsort
 ABB{X} < ArbolBin{VOrden}{X} .
       
subsort
 ABBNV{X} < ArbolBinNV{VOrden}{X} .
   
*** generadores

   
op
 crear : -> ArbolBin{X} [
ctor
] .
   
op
 arbolBin : X$Elt ArbolBin{X} ArbolBin{X} -> ArbolBinNV{X} [
ctor
] .
   
endfm
```

con la siguiente teoría de orden:
```
    
fth
 ORDEN 
is

    
protecting
 BOOL .
    
sort
 Elt .
    
*** operaciones

    
op
 _<_ : Elt Elt -> Bool .
    
endfth
```

para que un árbol binario pertenezca al tipo árbol binario de búsqueda debe cumplir la condición de ordenación siguiente que iría junto al módulo ARBOL-BINARIO-BUSQUEDA:
```
   
var
  R : X$Elt .
   
vars
 INV DNV : ABBNV{X} .
   
vars
 I D : ABB{X} .
   
mb
 crear : ABB{X} .
   
mb
 arbolBin(R, crear, crear) : ABBNV{X} .
   
cmb
 arbolBin(R, INV, crear) : ABBNV{X} 
if
 R > max(INV) .
   
cmb
 arbolBin(R, crear, DNV) : ABBNV{X} 
if
 R < min(DNV) .
   
cmb
 arbolBin(R, INV, DNV) : ABBNV{X} 
if
 (R > max(INV)) and (R < min(DNV)) .
   
ops
 min max : ABBNV{X} -> X$Elt .
   
eq
 min(arbolBin(R, crear, D)) = R .
   
eq
 min(arbolBin(R, INV, D)) = min(INV) .
   
eq
 max(arbolBin(R, I, crear)) = R .
   
eq
 max(arbolBin(R, I, DNV)) = max(DNV) .
```

```
class
 
nodo
:

    
izq
 
,
 
der
,
 
dato
 
=
 
None
,
 
None
,
 
0

    
    
def
 
__init__
(
self
,
 
dato
):

        
# crea un nodo

        
self
.
izq
 
=
 
None

        
self
.
der
 
=
 
None

        
self
.
dato
 
=
 
dato

```

```
class
 
arbolBinario
:

    
def
 
__init__
(
self
):

        
# inicializa la raiz

        
self
.
raiz
 
=
 
None

    
    
def
 
agregarNodo
(
self
,
 
dato
):

        
# crea un nuevo nodo y lo devuelve

        
return
 
nodo
(
dato
)

    
def
 
insertar
(
self
,
 
raiz
,
 
dato
):

        
# inserta un dato nuevo en el árbol

        
if
 
raiz
 
==
 
None
:

            
# si no hay nodos en el árbol lo agrega

            
return
 
self
.
agregarNodo
(
dato
)

        
else
:

            
# si hay nodos en el árbol lo recorre

            
if
 
dato
 
<=
 
raiz
.
dato
:

                
# si el dato ingresado es  menor que el dato guardado va al subárbol izquierdo

                
raiz
.
izq
 
=
 
self
.
insertar
(
raiz
.
izq
,
 
dato
)

            
else
:

                
# si no, procesa el subárbol derecho

                
raiz
.
der
 
=
 
self
.
insertar
(
raiz
.
der
,
 
dato
)

            
return
 
raiz

```

## Operaciones
Todas las operaciones realizadas sobre árboles binarios de búsqueda están basadas en la comparación de los elementos o clave de los mismos, por lo que es necesaria una subrutina, que puede estar predefinida en el lenguaje de programación, que los compare y pueda establecer una relación de orden entre ellos, es decir, que dados dos elementos sea capaz de reconocer cual es mayor y cual menor.
Se habla de clave de un elemento porque en la mayoría de los casos el contenido de los nodos será otro tipo de estructura y es necesario que la comparación se haga sobre algún campo al que se denomina clave.

### Búsqueda
La búsqueda en un árbol binario de búsqueda consiste en acceder a la raíz del árbol, si el elemento a localizar coincide con este la búsqueda ha concluido con éxito, si el elemento es menor se busca en el subárbol izquierdo y si es mayor en el derecho. Si se alcanza un nodo hoja y el elemento no ha sido encontrado es que no existe en el árbol.
Cabe destacar que la búsqueda en este tipo de árboles es muy eficiente, representa una función logarítmica. El máximo número de comparaciones que necesitaríamos para saber si un elemento se encuentra en un árbol binario de búsqueda estaría entre [log2(N+1)] y N, siendo N el número de nodos.
La búsqueda de un elemento en un ABB (Árbol Binario de Búsqueda) se puede realizar de dos formas, iterativa o recursiva.
Ejemplo de versión iterativa en el lenguaje de programación C, suponiendo que estamos buscando una clave alojada en un nodo donde está el correspondiente "dato" que precisamos encontrar:
```
data
 
Buscar_ABB
(
abb
 
t
,
clave
 
k
)
 

{

  
abb
 
p
;

  
dato
 
e
;

  
e
=
NULL
;

  
p
=
t
;

  
if
 
(
!
estaVacio
(
p
))

    
{

      
while
 
(
!
estaVacio
(
p
)
 
&&
 
(
p
->
k
!=
k
)
 
)

        
{

          
if
 
(
k
 
<
 
p
->
k
)

            
{

              
p
=
p
->
l
;

            
}

          
if
 
(
p
->
k
 
<
 
k
)

            
{

              
p
=
p
->
r
;

            
}

        
}

      
if
 
(
!
estaVacio
(
p
)
 
&&
(
p
->
d
!=
NULL
)
 
)

        
{

          
e
=
copiaDato
(
p
->
d
);
                       

        
}
                                          

    
}

  
return
 
e
;

}

```

Véase ahora la versión recursiva en ese mismo lenguaje:
```
int
 
buscar
(
tArbol
 
*
a
,
 
int
 
elem
)

{

  
if
 
(
a
 
==
 
NULL
)

    
{

      
return
 
0
;

    
}

  
else
 
if
 
(
a
->
clave
 
<
 
elem
)

    
{

      
return
 
buscar
(
a
->
hDerecho
,
 
elem
);

    
}

  
else
 
if
 
(
a
->
clave
 
>
 
elem
)

    
{

      
return
 
buscar
(
a
->
hIzquierdo
,
 
elem
);

    
}

  
else

    
{

      
return
 
1
;

    
}

}

```

Otro ejemplo en Python:
```
def
 
buscar
(
raiz
,
 
clave
):

    
# busca el valor clave dentro del arbol

    
if
 
raiz
 
==
 
None
:

        
print
 
'No se encuentra'

    
else
:

        
if
 
clave
 
==
 
raiz
.
dato
:

            
print
 
'El valor '
,
clave
,
' se encuentra en el ABB'
 
        
elif
 
clave
 
<
 
raiz
.
dato
:

            
# lado izquierdo

            
return
 
buscar
(
raiz
.
izq
,
 
clave
)

        
else
:

            
# lado derecho

            
return
 
buscar
(
raiz
.
der
,
 
clave
)

```

En Pascal:
```
Function
 
busqueda
(
T
:
ABR
,
 
y
:
 
integer
)
:
ABR

begin

  
if
 
(
T
=
nil
)
 
or
 
(
^
T
.
raiz
=
y
)
 
then

     
busqueda
:=
T
;

  
else

     
if
 
(
^
T
.
raiz
<
y
)
 
then

        
busqueda
:=
busqueda
(
^
T
.
dch
,
y
)
;

     
else

        
busqueda
:=
busqueda
(
^
T
.
izq
,
y
)
;

end
;

```

Una especificación en maude para la operación de búsqueda quedaría de la siguiente forma:
```
    
op
 esta? : X$Elt ABB{X} -> Bool .
    
var
 R R1 R2 : X$Elt .
    
vars
 I D : ABB{X} .
    
eq
 esta?(R, crear) = 
false
 .
    
eq
 esta?(R1, arbolBin(R2, I, D)) = 
if
 R1 == R2 
then 

                                     
true

                                  
else 

                                      
if
 R1 < R2 
then

                                          esta?(R1, I)
                                      
else 

                                          esta?(R1, D)
                                      
fi

                                  
fi
 .
```

### Inserción
La inserción es similar a la búsqueda y se puede dar una solución tanto iterativa como recursiva.
Si tenemos inicialmente como parámetro un árbol vacío se crea un nuevo nodo como único contenido el elemento a insertar. Si no lo está, se comprueba si el elemento dado es menor que la raíz del árbol inicial con lo que se inserta en el subárbol izquierdo y si es mayor se inserta en el subárbol derecho.

Evolución de la inserción del elemento "5" en un ABB.

Como en el caso de la búsqueda puede haber varias variantes a la hora de implementar la inserción en el TAD (Tipo Abstracto de Datos), y es la decisión a tomar cuando el elemento (o clave del elemento) a insertar ya se encuentra en el árbol, puede que este sea modificado o que sea ignorada la inserción.
Es obvio que esta operación modifica el ABB perdiendo la versión anterior del mismo.
A continuación se muestran las dos versiones del algoritmo en pseudolenguaje, iterativa y recursiva, respectivamente.
```
PROC InsertarABB(árbol:TABB; dato:TElemento)
VARIABLES
   nuevonodo,pav,pret:TABB
   clavenueva:Tclave
   ele:TElemento
INICIO
   nuevonodo <- NUEVO(TNodoABB)
   nuevonodo^.izq <- NULO
   nuevonodo^.der <- NULO
   nuevonodo^.elem <- dato
   SI ABBVacío (árbol) ENTONCES
      árbol <- nuevonodo
   ENOTROCASO
      clavenueva <- dato.clave
      pav <- árbol                // Puntero Avanzado
      pret <- NULO                // Puntero Retrasado
      MIENTRAS (pav <- NULO) HACER
          pret <- pav
          ele = pav^.elem
          SI (clavenueva < ele.clave ) ENTONCES
               pav <- pav^.izq 
          EN OTRO CASO
               pav <- pav^.dch
          FINSI
      FINMIENTRAS
      ele = pret^.elem
      SI (clavenueva < ele.clave ) ENTONCES
          pret^.izq <- nuevonodo 
      EN OTRO CASO
          pret^.dch <- nuevonodo 
      FINSI
   FINSI
FIN

```

```
PROC InsertarABB(árbol:TABB; dato:TElemento)
VARIABLES
    ele:TElemento
INICIO
    SI (ABBVacío(árbol)) ENTONCES
       árbol <- NUEVO(TNodoABB)
       árbol^.izq <- NULO
       árbol^.der <- NULO
       árbol^.elem <- dato
    EN OTRO CASO
       ele = InfoABB(árbol)
       SI (dato.clave < ele.clave) ENTONCES
           InsertarABB(árbol^.izq, dato)
       EN OTRO CASO
           InsertarABB(árbol^.dch, dato)
       FINSI
    FINSI
FIN

```

Se ha podido apreciar la simplicidad que ofrece la versión recursiva, este algoritmo es la traducción en C. El árbol es pasado por referencia para que los nuevos enlaces a los subárboles mantengan la coherencia.
```
void
 
insertar
(
tArbol
 
**
a
,
 
int
 
elem
)

{

  
if
 
(
*
a
 
==
 
NULL
)

  
{

    
*
a
 
=
 
(
tArbol
 
*
)
 
malloc
(
sizeof
(
tArbol
));

    
(
*
a
)
->
clave
 
=
 
elem
;

    
(
*
a
)
->
hIzquierdo
 
=
  
NULL
;

    
(
*
a
)
->
hDerecho
 
=
 
NULL
;

  
}

  
else
 
if
 
((
*
a
)
->
clave
 
<
 
elem
)

    
insertar
(
&
(
*
a
)
->
hDerecho
,
 
elem
);

  
else
 
if
 
((
*
a
)
->
clave
 
>
 
elem
)

    
insertar
(
&
(
*
a
)
->
hIzquierdo
,
 
elem
);

}

```

En Python el mecanismo de inserción se define, por ejemplo, dentro de la clase que defina el ABB (ver más arriba).
Otro ejemplo en Pascal:
```
Procedure
 
Insercion
(
var
 
T
:
ABR
,
 
y
:
integer
)

var

  
ultimo
:
ABR
;

  
actual
:
ABR
;

  
nuevo
:
ABR
;

begin

  
ultimo
:=
nil
;

  
actual
:=
T
;

  
while
 
(
actual
<>
nil
)
 
do

  
begin

    
ultimo
:=
actual
;

    
if
 
(
actual
^.
raiz
<
y
)
 
then

       
actual
:=
actual
^.
dch

    
else

       
actual
:=
actual
^.
izq
;

  
end
;

  
new
(
nuevo
)
;

  
^
nuevo
.
raiz
:=
y
;

  
^
nuevo
.
izq
:=
nil
;

  
^
nuevo
.
dch
:=
nil
;

  
if
 
ultimo
=
nil
 
then

     
T
:=
nuevo

  
else

     
if
 
ultimo
^.
raiz
<
y
 
then

        
ultimo
^.
dch
:=
nuevo

     
else

        
ultimo
^.
izq
:=
nuevo
;

end
;

```

Véase también un ejemplo de algoritmo recursivo de inserción en un ABB en el lenguaje de programación Maude:
```
    
op
 insertar : X$Elt ABB{X} -> ABBNV{X} .
    
var
 R R1 R2 : X$Elt .
    
vars
 I D : ABB{X} .
    
eq
 insertar(R, crear) = arbolBin(R, crear, crear) .
    
eq
 insertar(R1, arbolBin(R2, I, D)) =  
if
 R1 < R2 
then

                                               arbolBin(R2, insertar(R1, I), D)
                                           
else 

                                               arbolBin(R2, I, insertar(R1, D))
                                           
fi
 .
```

La operación de inserción requiere, en el peor de los casos, un tiempo proporcional a la altura del árbol.

### Borrado
La operación de borrado no es tan sencilla como las de búsqueda e inserción. Existen varios casos a tener en consideración:
- Borrar un nodo sin hijos o nodo hoja: simplemente se borra y se establece a nulo el apuntador de su padre.

- Borrar un nodo con un subárbol hijo: se borra el nodo y se asigna su subárbol hijo como subárbol de su padre.

- Borrar un nodo con dos subárboles hijo: la solución está en reemplazar el valor del nodo por el de su predecesor o por el de su sucesor en inorden y posteriormente borrar este nodo. Su predecesor en inorden será el nodo más a la derecha de su subárbol izquierdo (mayor nodo del subarbol izquierdo), y su sucesor el nodo más a la izquierda de su subárbol derecho (menor nodo del subarbol derecho). En la siguiente figura se muestra cómo existe la posibilidad de realizar cualquiera de ambos reemplazos:

El siguiente algoritmo en C realiza el borrado en un ABB. El procedimiento reemplazar busca la mayor clave del subárbol izquierdo y la asigna al nodo a eliminar.
```
void
 
reemplazar
(
tArbol
 
**
a
,
 
tArbol
 
**
aux
);
 
/*Prototipo de la funcion ''reemplazar''*/

void
 
borrar
(
tArbol
 
**
a
,
 
int
 
elem
)

{

  
tArbol
 
*
aux
;

  
if
 
(
*
a
 
==
 
NULL
)

    
return
;

  
if
 
((
*
a
)
->
clave
 
<
 
elem
)

    
borrar
(
&
(
*
a
)
->
hDerecho
,
 
elem
);

  
else
 
if
 
((
*
a
)
->
clave
 
>
 
elem
)

    
borrar
(
&
(
*
a
)
->
hIzquierdo
,
 
elem
);

  
else
 
if
 
((
*
a
)
->
clave
 
==
 
elem
)

  
{

    
aux
 
=
 
*
a
;

    
if
 
((
*
a
)
->
hIzquierdo
 
==
 
NULL
)

      
*
a
 
=
 
(
*
a
)
->
hDerecho
;

    
else
 
if
 
((
*
a
)
->
hDerecho
 
==
 
NULL
)

      
*
a
 
=
 
(
*
a
)
->
hIzquierdo
;

    
else

      
reemplazar
(
&
(
*
a
)
->
hIzquierdo
,
 
&
aux
);

    
free
(
aux
);

  
}

}

void
 
reemplazar
(
tArbol
 
**
a
,
 
tArbol
 
**
aux
)

{

  
if
 
((
*
a
)
->
hDerecho
 
==
 
NULL
)

  
{

    
(
*
aux
)
->
clave
 
=
 
(
*
a
)
->
clave
;

    
*
aux
 
=
 
*
a
;

    
*
a
 
=
 
(
*
a
)
->
hIzquierdo
;

  
}

  
else

    
reemplazar
(
&
(
*
a
)
->
hDerecho
,
 
aux
);

}

```

Otro ejemplo en Pascal.
```
Procedure
 
Borrar
(
var
 
T
:
ABR
,
 
x
:
ABR
)

var

   
aBorrar
:
ABR
;

   
anterior
:
ABR
;

   
actual
:
ABR
;

   
hijo
:
ABR
;

begin

   
if
 
(
^
x
.
izq
=
nil
)
 
or
 
(
^
x
.
dch
=
nil
)
 
then

      
aBorrar
:=
x
;

   
else

      
aBorrar
:=
sucesor
(
T
,
x
)
;

   
actual
:=
T
;

   
anterior
:=
nil
;

   
while
 
(
actual
<>
aBorrar
)
 
do

   
begin

      
anterior
:=
actual
;

      
if
 
(
^
actual
.
raiz
<^
aBorrar
.
raiz
)
 
then

         
actual
:=^
actual
.
dch
;

      
else
 

         
actual
:=^
actual
.
izq
;

   
end
;

   
if
 
(
^
actual
.
izq
=
nil
)
 
then

      
hijo
:=^
actual
.
dch
;

   
else

      
hijo
:=^
actual
.
izq
;

   
if
 
(
anterior
=
nil
)
 
then

      
T
:=
hijo
;

   
else
 

      
if
 
(
^
anterior
.
raiz
<^
actual
.
raiz
)
 
then

         
^
anterior
.
dch
:=
hijo
;

      
else

         
^
anterior
.
izq
:=
hijo
;

   
if
 
(
aBorrar
<>
x
)
 
then

       
^
x
.
raiz
:=^
aBorrar
.
raiz
;

   
free
(
aBorrar
)
;

end
;

```

Véase también un ejemplo de algoritmo recursivo de borrado en un ABB en el lenguaje de programación Maude, considerando los generadores crear y arbolBin. Esta especificación hace uso de la componente clave a partir de la cual se ordena el árbol.
```
    
op
 eliminar : X$Elt ABB{X} -> ABB{X} .
    
varS
 R M : X$Elt .
    
vars
 I D : ABB{X} .
    
vars
 INV DNV : ABBNV{X} .
    
ops
 max min : ArbolBin{X} -> X$Elt .
    
eq
 min(arbolBin(R, crear, D)) = R .
    
eq
 max(arbolBin(R, I, crear)) = R .
    
eq
 min(arbolBin(R, INV, D)) = min(INV) .
    
eq
 max(arbolBin(R, I, DNV )) = max(DNV) .
    
eq
 eliminar(M, crear) = crear .
    
ceq
 eliminar(M, arbolBin(R, crear, D)) = D 
if
 M == clave(R) .
    
ceq
 eliminar(M, arbolBin(R, I, crear)) = I 
if
 M == clave(R) .
    
ceq
 eliminar(M, arbolBin(R, INV, DNV)) = arbolBin(max(INV), eliminar(clave(max(INV)), INV), DNV) 
if
 M == clave(R) .
    
ceq
 eliminar(M, arbolBin(R, I, D)) = arbolBin(R, eliminar(M, I), D) 
if
 M < clave(R) .
    
ceq
 eliminar(M, arbolBin(R, I, D)) = arbolBin(R, I, eliminar(M, D)) 
if
 clave(R) < M .
```

### Otras Operaciones
Otra operación sería por ejemplo comprobar que un árbol binario es un árbol binario de búsqueda.
Su implementación en maude es la siguiente:
```
   
op
  esABB? : ABB{X} -> Bool .
   
var
  R : X$Elt .
   
vars
  I D : ABB{X} .
   
eq
 esABB?(crear) = 
true
 .
   
eq
 esABB?(arbolbBin(R, I, D)) = 
       (Max(I) < R) and (Min(D) > R) and
       (esABB?(I)) and (esABB?(D)) .
```

### Recorridos
Se puede hacer un recorrido de un árbol en profundidad o en anchura.
Los recorridos en anchura son por niveles, se realiza horizontalmente desde la raíz a todos los hijos antes de pasar a la descendencia de alguno de los hijos.
El coste de recorrer el ABB es O(n), ya que se necesitan visitar todos los vértices.
El recorrido en profundidad lleva al camino desde la raíz hacia el descendiente más lejano del primer hijo y luego continúa con el siguiente hijo. Como recorridos en profundidad tenemos inorden, preorden y postorden.
Una propiedad de los ABB es que al hacer un recorrido en profundidad inorden obtenemos los elementos ordenados de forma ascendente.
Resultado de hacer el recorrido en:
Inorden = [6, 9, 13, 14, 15, 17, 20, 26, 64, 72].
Preorden = [15, 9, 6, 14, 13, 20, 17, 64, 26, 72].
Postorden =[6, 13, 14, 9, 17, 26, 72, 64, 20, 15].
Recorridos en Visual Basic .Net
```
'función de recorrido en PREORDEN
   Public Function preorden() As String
       cadenasalida = ""
       rePreorden(raíz)
       Return cadenasalida
   End Function
   Private Sub rePreorden(ByVal padre As Nodo)
       If IsNothing(padre) Then
           Return
       End If
       cadenasalida = cadenasalida & "-" & padre.dato
       rePreorden(padre.ant)
       rePreorden(padre.sig)
   End Sub
```

```
   'función de recorrido en POSTORDEN
   Public Function postorden() As String
       cadenasalida = ""
       repostorden(raíz)
       Return cadenasalida
   End Function
   Private Sub repostorden(ByVal padre As Nodo)
       If IsNothing(padre) Then
           Return
       End If
       repostorden(padre.ant)
       repostorden(padre.sig)
       cadenasalida = cadenasalida & "-" & padre.dato
   End Sub
```

```
   'función de recorrido en ENORDEN
   Public Function inorden() As String
       cadenasalida = ""
       reinorden(raíz)
       Return cadenasalida
   End Function
   Private Sub reinorden(ByVal padre As Nodo)
       If IsNothing(padre) Then
           Return
       End If
       reinorden(padre.ant)
       cadenasalida = cadenasalida & "-" & padre.dato
       reinorden(padre.sig)
   End Sub
```

Recorridos en C con funciones recursivas
```
struct
 
Nodo
{

    
char
 
nombre
[
30
];

    
struct
 
Nodo
 
*
izq
;

    
struct
 
Nodo
 
*
der
;

};

typedef
 
struct
 
Nodo
 
Nodo
;

typedef
 
Nodo
 
*
Arbol
;

void
 
preOrden
(
Arbol
 
abb
){

    
if
(
abb
)

    
{

        
printf
(
"%s
\n
"
,
 
abb
->
nombre
);

        
preOrden
(
abb
->
izq
);

        
preOrden
(
abb
->
der
);

    
}

}

void
 
postOrden
(
Arbol
 
abb
){

    
if
(
abb
)

    
{

        
postOrden
(
abb
->
izq
);

        
postOrden
(
abb
->
der
);

        
printf
(
"%s
\n
"
,
 
abb
->
nombre
);

    
}

}

void
 
inOrden
(
Arbol
 
abb
){

    
if
(
abb
)

    
{

        
inOrden
(
abb
->
izq
);

        
printf
(
"%s
\n
"
,
 
abb
->
nombre
);

        
inOrden
(
abb
->
der
);

    
}

}

```

## Tipos de árboles binarios de búsqueda
Hay varios tipos de árboles binarios de búsqueda. Los árboles AVL, árbol rojo-negro, son árboles autobalanceables . Los árbol biselado son árboles también autobalanceables con la propiedad de que los elementos accedidos recientemente se accederá más rápido en posteriores accesos. En el montículo, como en todos los árboles binarios de búsqueda, cada nodo padre tiene un valor mayor que sus hijos y además es completo, esto es cuando todos los niveles están llenos con excepción del último que puede no estarlo. Por último, en lo montículos con prioridad cada nodo mantiene una prioridad y siempre un nodo padre tendrá una prioridad mayor a la de su hijo.
Otras dos maneras de configurar un árbol binario de búsqueda podría ser como un árbol completo o degenerado.
Un árbol completo es un árbol con "n" niveles, donde cada nivel d <= n-1; el número de nodos existentes en el nivel "d" es igual que 2d. Esto significa que todos los posibles nodos existen en esos niveles, no hay ningún hueco. Un requirimiento adicional para un árbol binario completo es que para el nivel "n", los nodos deben estar ocupados de izquierda a derecha, no pudiendo haber un hueco a la izquierda de un nodo ocupado.
Un árbol degenerativo es un árbol que, para cada nodo padre, solo hay asociado un nodo hijo. Por lo que se comporta como una lista enlazada.

## Comparación de rendimiento
D. A. Heger(2004) realiza una comparación entre los diferentes tipos de árboles binarios de búsqueda para encontrar que tipo nos daría el mejor rendimiento para cada caso. Los montículos se encuentran como el tipo de árbol binario de búsqueda que mejor resultado promedio da, mientras que los árboles rojo-negro los que menor rendimiento medio nos aporta.

## Buscando el Árbol binario de búsqueda óptimo
Si nosotros no tenemos en mente planificar un árbol binario de búsqueda, y sabemos exactamente como de frecuente serán visitados cada elemento podemos construir un árbol binario de búsqueda óptimo con lo que conseguiremos que la media de gasto generado a la hora de buscar un elemento sea minimizado.
Asumiendo que conocemos los elementos y en qué nivel está cada uno, también conocemos la proporción de futuras búsquedas que se harán para encontrar dicho elemento. Si es así, podemos usar una solución basada en la programación dinámica.
En cambio, a veces solo tenemos la estimación de los costes de búsqueda, como pasa con los sistemas que nos muestra el tiempo que ha necesitado para realizar una búsqueda. Un ejemplo, si tenemos un ABB de palabras usado en un corrector ortográfico, deberíamos balancear el árbol basado en la frecuencia que tiene una palabra en el Corpus lingüístico, desplazando palabras como "de" cerca de la raíz y palabras como "vesánico" cerca de las hojas. Un árbol como tal podría ser comparado con los árboles Huffman que tratan de encontrar elementos que son accedidos frecuentemente cerca de la raíz para producir una densa información; de todas maneras, los árboles Huffman solo puede guardar elementos que contienen datos en las hojas y estos elementos no necesitan ser ordenados.
En cambio, si no sabemos la secuencia en la que los elementos del árbol van a ser accedidos, podemos usar árboles biselados que son tan buenos como cualquier árbol de búsqueda que podemos construir para cualquier secuencia en particular de operaciones de búsqueda. 
Árboles alfabéticos son árboles Huffman con una restricción de orden adicional, o lo que es lo mismo, árboles de búsqueda con modificación tal que todos los elementos son almacenados en las hojas.